# Illes Nimrod
Les Illes Nimrod, en anglès: Nimrod Islands, eren un grup d'illes de les quals va informar per primera vegada l'any 1828 el Capità Eilbeck, del vaixell Nimrod, quan navegava des de Port Jackson al voltant del Cape Horn. La localització de la que va informar era a l'est de l'"illa fantasma" Emerald i a l'oest de l'Illa Dougherty, a aproximadament 56° S, 158° O / 56°S,158°O.
L'explorador John Biscoe a bord del vaixell Tula cercà el grup d'illes Nimrod sense trobar-les l'any 1831 durant l'Expedició de l'Oceà Antàrtic. John King Davis en el vaixell també anomenat "Nimrod" les cercà el juny de 1909 seguint la famosa expedició de Shackleton anomenada Nimrod Expedition a l'Antàrtida, i el vaixell noruec Norvegia de Lars Christensen les tornà a buscar el 1930; ambdues expedicions no les van trobar. El Capità J.P. Ault del vaixell de recerca magnètica Carnegie intentà acostar-se a la localització el desembre de 1915 però el mal temps ho impedí.

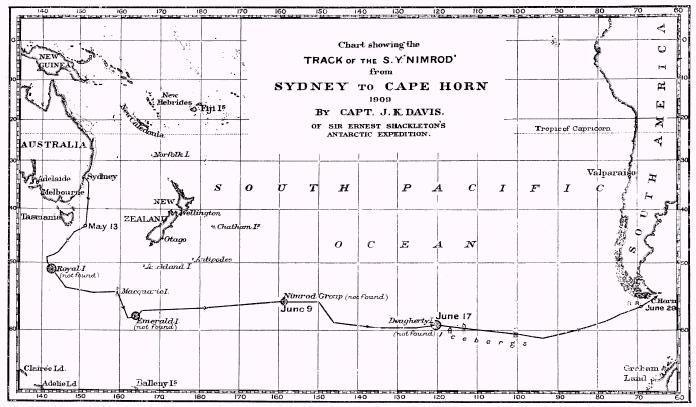
Cerca del grup Nimrod i altres illes fantasmes (1909)

Mapa alemany de 1906 que mostra el grup Nimrod